# Parajulus perditus
Parajulus perditus är en mångfotingart som beskrevs av Chamberlin 1920. Parajulus perditus ingår i släktet Parajulus och familjen Parajulidae. Inga underarter finns listade i Catalogue of Life.